# 峨眉 (大字)
峨眉，原稱月眉，是臺灣新竹縣峨眉鄉的一個傳統地域名稱，位於該鄉中部偏東北。相較於今日行政區，其範圍大致包括峨眉村、中盛村南端凸出部分、七星村北端凸出部分。

## 歷史
台灣清治末期至日治初期，峨眉地區為一街庄，稱為「月眉庄」，隸屬於竹北一堡。該庄北與石井庄為鄰，東北與中興庄為鄰，東與南埔庄為鄰，南邊及西南邊為石硬仔庄，西邊為赤柯坪庄。
1901年（日治明治三十四年）11月，全台廢縣廳改設二十廳，該庄隸屬於新竹廳。1909年（明治四十二年）10月，合併二十廳為十二廳，該庄隸屬不變。1920年（大正九年），廢十二廳改設五州二廳，該庄改制並改名為「峨眉」大字，隸屬於新竹州竹東郡峨眉庄，大字下有「峨眉」、「河背」小字名。
戰後峨眉庄改制為峨眉鄉，隸屬於新竹縣，大字亦改制為村。1950年桃、竹、苗分治，峨眉鄉隸屬不變。

## 交通
省道台3線俗稱「內山公路」，是台北至屏東的內陸縱貫幹道，大致以東北—西南走向轉東南—西北走向蜿蜒經過峨眉地區，向東北可前往下公館、橫山、關西、龍潭等地，向西北轉西南可前往三灣、獅潭、大湖、卓蘭等地。
鄉道竹41線是峨眉至獅頭山風景區的道路，其北側端點位於峨眉市區西北側的省道台3線路口，蜿蜒繞行市區後於圓屯出邊界南行，可前往獅頭山。

## 學校
- 峨眉國中
- 峨眉國小